# Probolodus
Genre
Probolodus est un genre de poissons téléostéens de la famille des Characidae et de l'ordre des Characiformes.

## Liste d'espèces
Selon FishBase (13 juin 2015):
- Probolodus heterostomus Eigenmann, 1911

### Note
- Probolodus oyakawai O. Santos & R. M. C. Castro, 2014 [2]
- Probolodus sazimai O. Santos & R. M. C. Castro, 2014 [2]